# Amors bilar
Amors bilar är en svensk dokumentärfilm från 1988 i regi av Ylva Floreman. Filmen skildrar en grupp tonårspojkar i Mora som tillbringar största delen av sin fritid med att mecka med bilar.

### Fotnoter
1. ↑  ”Amors bilar”. Svensk Filmdatabas. http://sfi.se/sv/svensk-filmdatabas/Item/?itemid=16363&type=MOVIE&iv=Basic&ref=/templates/SwedishFilmSearchResult.aspx?id%3d1225%26epslanguage%3dsv%26searchword%3damors+bilar%26type%3dMovieTitle%26match%3dBegin%26page%3d1%26prom%3dFalse. Läst 21 maj 2013.